# Klášter Viktring
Klášter Viktring (německy Stift Viktring) je rakouský cisterciácký klášter ve stejnojmenné městské části Klagenfurt am Wörthersee v Rakouských Korutanech.

## Dějiny
Klášter byl založen roku 1142 jako cisterciácká fundace. Fundátorem byl Bernard z Trixenu ze sponheimské dynastie a jeho žena Kunhuta Štýrská. První mniši dorazili do Viktringu z francouzského kláštera Villers-Bettnach z morimondské filiační řady.
Působil zde mj. Jan z Viktringu, sektetář českého krále Jindřicha Korutanského a jeho dcery Markéty.
Dceřiným klášterem je slovinský klášter Kostanjevica založený roku 1234.